# Šimon z Kyrény
Šimon z Kyrény či Šimon Cyrenejský je postava z Nového zákona, která nesla Kříž Ježíše Krista při cestě na Golgotu.
Kříž nesl Šimon podle synoptických evangelií, která uvádějí, že pocházel z města Kyrény (latinsky Cyrene, v dnešní Libyi) a byl k nesení kříže přinucen, když se vracel z pole. Marek navíc uvádí, že byl otcem jakéhosi Alexandra a Rufa, někdy ztotožňovaného s avignonským svatým Rufem. Naproti tomu v Janově evangeliu se píše, že kříž nesl sám Ježíš.
Západní křesťanská tradice se raději držela Janova podání, které symbolicky vyjadřovalo nesení břímě životem. Odlišné líčení ostatních evangelistů vysvětlovala tím, že Ježíš nebyl schopen kříž donést a proto byl Šimon přinucen, aby kříž nesl nebo s jeho nesením pomohl. Další tradice rozvinula toto podání o trojí Ježíšovo padnutí pod vahou kříže.
Zobrazení pašijové scény Šimona s Ježíšem a Křížem byl častý motiv křesťanské ikonografie, zejména jedním ze zastavení křížové cesty, v dřívější katolické tradici pátým. Tři související zastavení Ježíš padá pod křížem byla jako nekanonická zrušena.
Podle historických pramenů si odsouzenci na místo ukřižování nosili sami pouze příčné břevno.
Některé gnostické texty a raně křesťanské sekty, jako například Basilidiáni, tvrdily, že Ježíš nemohl trpět na kříži, a proto byl ukřižován někdo jiný místo něj. Některé z těchto textů spekulují, že tímto někým mohl být Šimon z Kyrény, který byl zaměněn za Ježíše. Toto tvrzení se však nenachází v hlavních křesťanských evangeliích.